# Cryptomeigenia setifacies
Cryptomeigenia setifacies är en tvåvingeart som beskrevs av Brauer och Julius Edler von Bergenstamm 1891. Cryptomeigenia setifacies ingår i släktet Cryptomeigenia och familjen parasitflugor. Inga underarter finns listade i Catalogue of Life.